# Placa do Altiplano

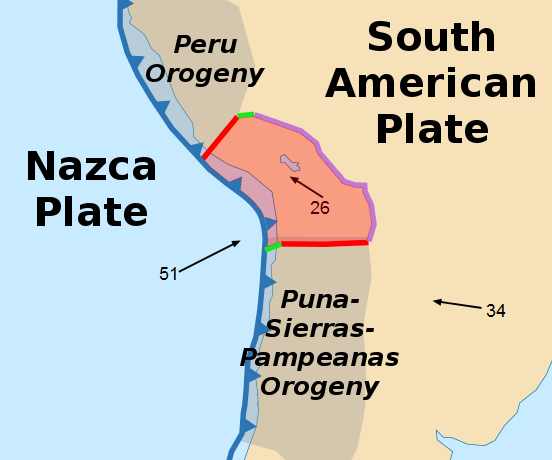
Placa do Altiplano

Placa do Altiplano é uma placa tectônica localizada entre o sul do Peru, o oeste da Bolívia e o extremo norte do Chile, na América do Sul. Ela abrange principalmente os Andes centrais e o Altiplano peruano e boliviano. A fronteira ocidental é onde a placa de Nazca empurra esta placa.